# Concerto per pianoforte e orchestra n. 5 (Rubinštejn)
Il Concerto per pianoforte e orchestra n. 5 in re minore, Op. 94 di Anton Grigor'evič Rubinštejn fu composto nel 1874.

## Storia della composizione
Il concerto fu eseguito per la prima volta a Berlino il 12 febbraio 1875. Rubinštejn dedicò il concerto al pianista e compositore Charles-Valentin Alkan.